# Manfred Bischoff (Manager)
Manfred Bischoff (* 22. April 1942 in Calw) ist ein deutscher Manager.

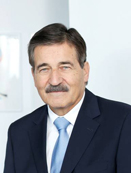
Manfred Bischoff (2012)

## Leben
Von 1962 bis 1964 studierte Bischoff in Heidelberg und Tübingen Rechtswissenschaften, ab 1964 Volkswirtschaftslehre an der Universität Heidelberg. Nach Abschluss seines Studiums mit dem Diplom in Volkswirtschaft war Bischoff von 1968 bis 1976 Assistent am Alfred-Weber-Institut der Universität Heidelberg, an dem er 1973 auch zum Dr. rer. pol. promovierte.
1976 trat Bischoff als Projektkoordinator für die Zusammenarbeit mit Steyr-Daimler-Puch, insbesondere für den Geländewagen G in die Daimler-Benz AG ein. 1981 übernahm Bischoff die Verantwortung für Beteiligungen, Mergers & Acquisitions im Ressort Finanzen, und wurde 1985 Fachbereichsleiter.
1988 wurde Bischoff als CFO Mitglied der Geschäftsführung der Mercedes-Benz do Brasil. 1989 trat Bischoff als CFO in den Vorstand der Deutsche Aerospace ein. 1995 wurde Bischoff Vorstandsvorsitzender der Daimler-Benz Aerospace (später DaimlerChrysler Aerospace AG) und Mitglied des Vorstandes der Daimler-Benz AG (später DaimlerChrysler AG), aus welchem er am 15. Dezember 2003 ausschied.
Nach der Gründung der EADS (heute: Airbus Group) im Jahre 2000 übernahm Bischoff die Funktion des Chairman der EADS, die er bis zum 5. April 2007 ausübte. 
Am 12. April 2006 wurde Bischoff zum Mitglied des Aufsichtsrats der DaimlerChrysler AG (heute Daimler AG) und mit Wirkung zum 5. April 2007 zu dessen Aufsichtsratsvorsitzenden gewählt. Bischoff hatte in den 2000er- und 2010er-Jahren eine Vielzahl weiterer Mandate im In- und Ausland inne, die er inzwischen niedergelegt hat. Sein Mandat bei der Daimler AG endete 2021.
Bischoff ist verheiratet und hat zwei Kinder. Seine Tochter ist mit dem Manager Alan Hippe verheiratet.

## Mitgliedschaft in Aufsichtsräten und Boards
- Daimler AG (Aufsichtsratsvorsitzender, bis 2021)
- SMS Group
- Mitglied der Trilateralen Kommission in Europa.[4]
- Mitglied im Senat der Deutschen Nationalstiftung

## Ehrungen
- 2011: Verdienstkreuz 1. Klasse der Bundesrepublik Deutschland
- Offizier der Ehrenlegion
- Bayerischer Verdienstorden

## Schriften
- Multivariable Zielsysteme in der Unternehmung, Dissertation Universität Heidelberg, Wirtschafts- und Sozialwissenschaftliche Fakultät, Hain, Meisenheim (am Glan) 1973, ISBN 3-445-11085-9